# هراچیا ماتئوسیان
هراچیا ایگناتی ماتئوسیان (هراچو) (ارمنی: Հրաչյա Իգնատի Մաթևոսյան (Հրաչօ)؛  زادهٔ ۱۲ مهٔ ۱۹۳۷ - درگذشته ۲۹ ژوئن ۲۰۱۶)، نثرنویس، خبرنگار و روزنامه‌نگار اعتقادی اهل ارمنستان بود.

## زندگی‌نامه
وی در ۱۲ مهٔ ۱۹۳۷ در آهنیدزور به دنیا آمد و از دانشگاه دولتی ایروان فارغ‌التحصیل گشت. وی برادر هراند ماتئوسیان بود. عضو اتحادیه نویسندگان ارمنستان (۱۹۸۵) و اتحادیه روزنامه‌نگاران ارمنستان بود. وی در آوانگارد () و هایرنیکی دزاین () فعالیت کرده است.  وی در ۲۹ ژوئن ۲۰۱۶ در سن ۷۹ سالگی در ایروان درگذشت.